# ADN no codificant
En genètica, l'ADN no codificant és l'ADN que no conté instruccions per fabricar proteïnes. En els eucariotes, un percentatge elevat de la mida total del genoma de molts organismes és ADN no codificant (un enigma conegut com a "paradoxa del valor C"). Una part de l'ADN no codificant està implicat en la regulació de les regions codificants. Tanmateix, la majoria d'aquest ADN no té cap funció coneguda i a vegades hom s'hi refereix com a "ADN escombraries".
Proves recents suggereixen que algun ADN no codificant pot ser emprat per proteïnes creades a partir d'ADN codificant. Un experiment sobre la relació entre els introns i les proteïnes codificades oferí proves que part de l'ADN no codificant té la mateixa importància que l'ADN codificant. Aquest experiment consistia a danyar una porció d'ADN no codificant en una planta, cosa que resultà en un canvi significatiu en l'estructura de les fulles, car les proteïnes estructurals depenien d'informació continguda als introns. Algunes parts de l'ADN són "interruptors" genètics que no codifiquen proteïnes, però que regulen quan i on s'expressen els gens.
Una part de l'ADN no codificant pot ser una relíquia històrica no fenotípica d'un virus ARN, que per casualitat oferia algun benefici i, per tant, fou conservada.
Recentment es crearen proteïnes artificalment a partir de regions intergèniques no codificants.